# Cascaderun

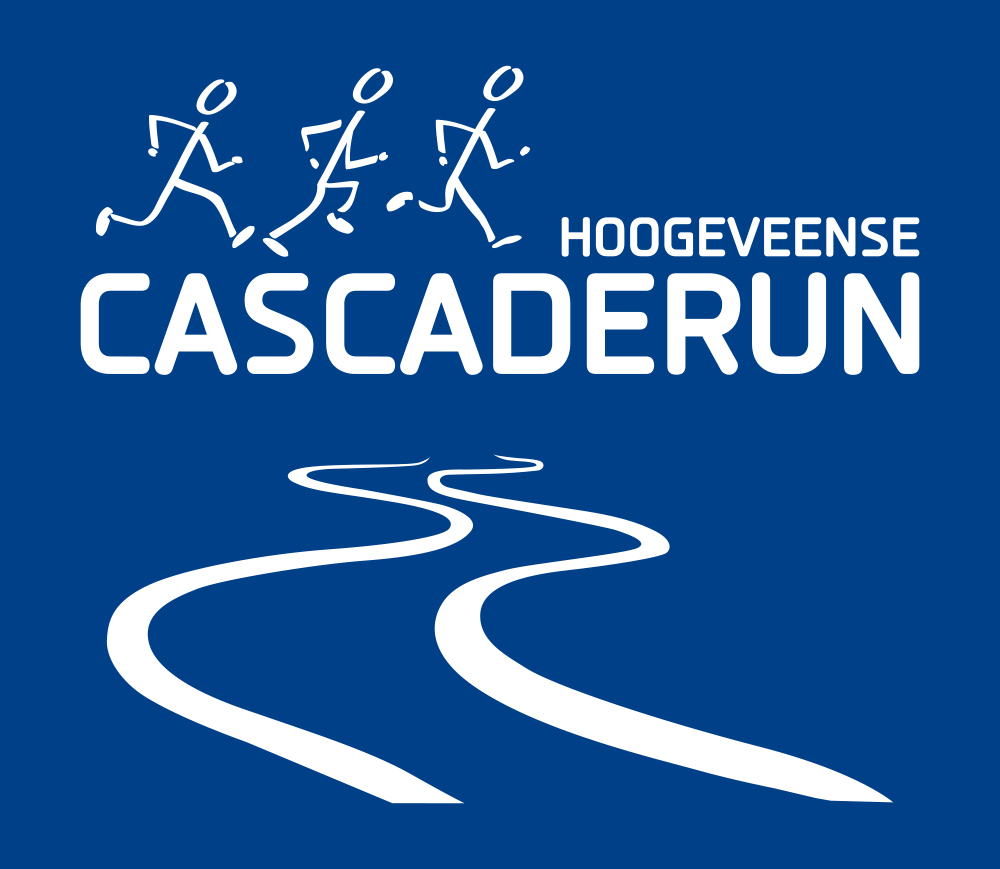

De Hoogeveense Cascaderun is een hardloopwedstrijd gehouden in de Drentse plaats Hoogeveen.

## Historie
De atletiekwedstrijd wordt jaarlijks in Hoogeveen gelopen. In 2005 werd het idee om het evenement te organiseren bedacht door Marcel Lip en Hielke ten Hoor. In 2006 hebben beide mannen de Stichting Hoogeveense Cascaderun opgericht en vervolgens Jan Kollen gevraagd als voorzitter van de organisatie. Dit drietal vormde het eerste bestuur van de Stichting Hoogeveense Cascaderun. Vervolgens werd de organisatie uitgebreid en sloten meer vrijwilligers zich aan om het hardloopevenement goed te laten verlopen. Kollen heeft een significante rol gehad in het opzetten van de Cascaderun, maar de eerste editie van de run (2007) niet mogen meemaken, omdat hij in maart 2007 overleden is.
De wedstrijd wordt over 5 en 10 Engelse mijl gelopen en is een officiële Atletiekunie-wedstrijd. De run is vernoemd naar de Cascade, het langste kunstwerk van Europa, dat door de Hoofdstraat van Hoogeveen loopt. Sinds januari 2008 is de Hoogeveense Cascaderun buitengewoon lid van de Atletiekunie. Sindsdien wordt de wedstrijd in eigen beheer georganiseerd. In het jubileumjaar 2016 heeft de Hoogeveense Cascaderun een prijs gekregen namens de Hoogeveense ondernemers als dank, omdat de Cascaderun "zorgt voor een ongekend wij-gevoel in Hoogeveen."

## Onderdelen en parcours
De Hoogeveense Cascaderun bestaat uit de volgende onderdelen:

- De 5 Engelse mijl

- De 10 Engelse mijl

- De bedrijvenloop (5 & 10 mijl)

- De Unicef Kinderloop

- De GigaG-Cascaderun
De Unicef Kinderloop is een klein rondje wat door kinderen van tot en met groep 8 van de basisschool wordt gelopen. De kinderen kunnen door rondjes te lopen geld ophalen voor Unicef. Hiermee wordt per jaar gemiddeld €40.000 opgehaald door de deelnemende kinderen voor Unicef. Naast Unicef steunt de Stichting Hoogeveense Cascaderun ook andere goede doelen zoals Stichting Rusland Kinderhulp, Stichting Leonechild, De Kraamvogel en Lionsclub voor kinderen.

## Status
Sinds 2007 wordt de wedstrijd officieel gelopen over de vaste afstanden van 5 en 10 Engelse mijlen. De Atletiekunie gaf de wedstrijd tevens de status van open Noord-Nederlands Kampioenschap over de weg voor deze afstanden.

## Deelname

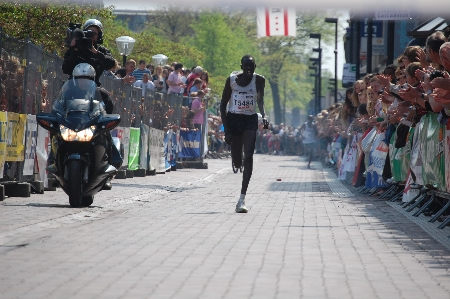
Hoogeveense Cascaderun 2009.

Aan de eerste editie in 2007 deden ruim 1800 deelnemers mee, waardoor het een van de grootste atletiekwedstrijden in Noord-Nederland was geworden. Door dit succes werd besloten de landelijke status te continueren en deze jaarlijks op deze wijze te blijven organiseren. De tweede editie (2008) telde al ruim 3400 lopers. In 2017 liepen ruim 8600 hardlopers mee op een van de parcoursen.
Nieuw in 2016 was de GigaG-Cascaderun, voor mensen met een beperking. Deze eerste editie trok 110 deelnemers en was daarmee op dat moment de grootste loop voor mensen met een  beperking in Nederland. De GigaG-Cascaderun heeft een afstand van 1,1 kilometer.

## Parcoursrecords
| Afstand       | Naam atleet     | Finishtijd | Jaar |
| ------------- | --------------- | ---------- | ---- |
| 5 Mijl heren  | Henri Sang      | 22.59      | 2013 |
| 5 Mijl dames  | Elizeba Cherono | 25.55      | 2014 |
| 10 Mijl heren | Nicholas Makau  | 47:04      | 2016 |
| 10 Mijl dames | Lucy Macharia   | 53.59      | 2012 |